# Eudyptula minor
El pingüino azul (Eudyptula minor), es la especie de pingüino más pequeña y vive en las costas de Nueva Zelanda y las islas Chatham, al igual que en el sur de Australia, la Antártida y Tasmania. También se ha visto en la chilena isla Chañaral en 1996, en la playa de Santo Domingo (el 16 de marzo de 1997), pero no está claro si estas aves se habían extraviado. También se ha sugerido que puede haber colonias aún por descubrir en la parte chilena de la Patagonia. Hay muchas subespecies, pero una clasificación precisa de estas aún está siendo discutida[cita requerida].

## Características
Tal y como su nombre indica, su plumaje tiene una coloración azul que los caracteriza.
La talla habitual es de 40 centímetros de altura y un peso de aproximadamente un kilogramo. Viven todo el año en grandes colonias, con cada pareja formando un nido en el cual criar a sus polluelos, los cuales suelen nacer de dos en dos.
Como todos los pingüinos, son aves adaptadas a la vida acuática, así que su alimentación consiste en pescado, calamares y otros pequeños animales marinos.
Aunque no están en peligro de extinción en conjunto, las colonias en áreas con una actividad humana significativa están amenazadas por la polución y los animales salvajes.
Los pingüinos azules suelen volver a sus colonias para alimentar a sus polluelos al anochecer; tienden a salir del mar en grupos pequeños para tener alguna defensa contra algunos depredadores que atacan a presas individuales.
En Phillip Island, al sureste de Melbourne, se ha habilitado un área se oteo para permitir a los turistas ver el "desfile de los pingüinos" cada noche. Se han instalado luces para permitir a los visitantes ver, pero NO fotografiar a los pájaros interactuando en sus colonias, lo cual hacen sin el más mínimo interés en sus espectadores. Los pájaros, a los cuales la mayoría de turistas encuentran irresistiblemente encantadores, son la atracción turística más popular de Victoria. La Oamaru Blue Penguin Colony es el equivalente en Nueva Zelanda del "desfile de los pingüinos" de Phillip Island.

## Depredadores
Estas pequeñas aves acuáticas suelen tener muchos depredadores en las costas de Australia como el dingo, el cocodrilo marino, el tiburón blanco, el tiburón martillo, el tiburón mako, el tiburón tigre, la orca, la foca leopardo y el león marino.

## Pingüinos azules en Sea World

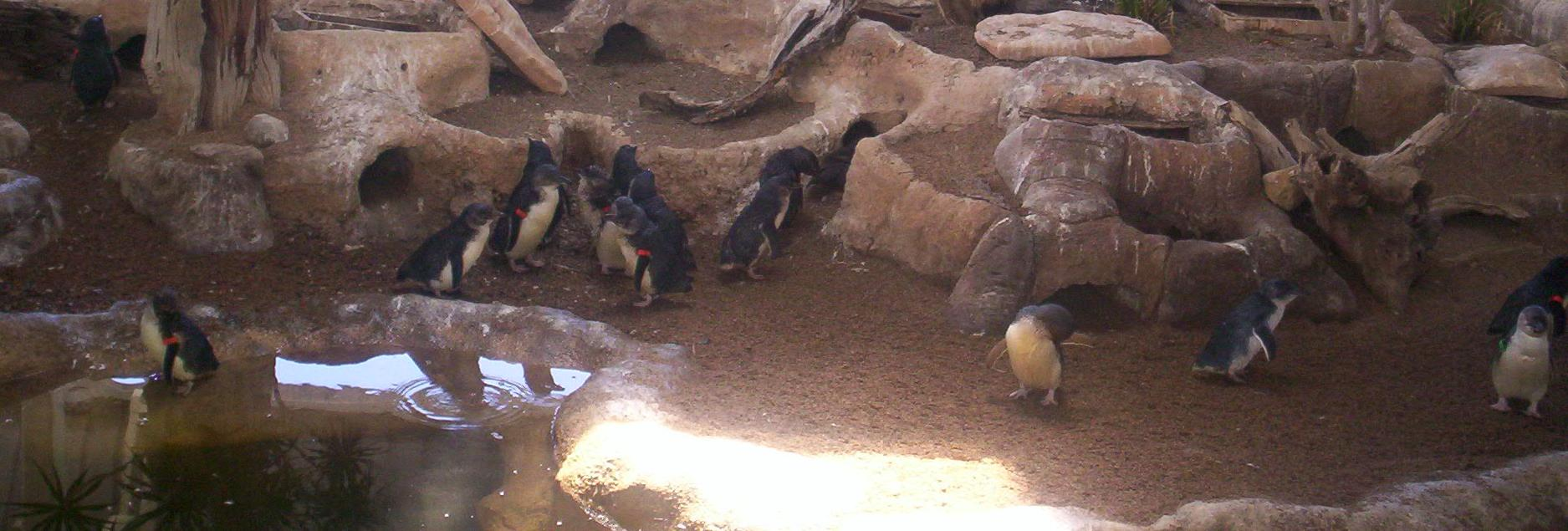
Pingüinos azules en el Sea World de Gold Coast, Queensland, Australia

También hay una colonia de pingüinos azules en el SeaWorld de la Costa Dorada, en Queensland, Australia, a la que pertenece la fotografía de la derecha.